# 랭리 이벤트 센터
랭리 이벤트 센터(영어: Langley Events Centre)는 캐나다 브리티시컬럼비아주 랭리에 위치한 실내 경기장이다. CEBL 벤쿠버 밴디츠의 홈경기장으로 사용되고 있다.